# Anastasius Bibliothecarius
Anastasius Bibliothecarius (khoảng 810 – khoảng 878) là trưởng khố (bibliothecarius,cũng có nghĩa là thủ thư) và là Giáo hoàng đối lập của Giáo hội công giáo Rôma.

## Gia đình và giáo dục
Ông là cháu của giám mục Arsenius thành Orles, người đã thực hiện những sứ mệnh quan trọng như là đại sứ của Giáo hoàng.
Anatasius đã học tiếng Hy Lạp từ các thầy tu Rôma miền đông và đã tiếp thu một nền giáo dục tuyệt vời trong thời đại mình, hình như ông đã học hầu hết các giáo sĩ của Rôma trong thời kỳ đen tối của thế kỷ thứ 9.

## Trưởng tu viện Santa Maria và thư ký của Nicholas I
Trong thời gian cai trị của Giáo hoàng Nicholas I (855-867) Anatasius là trưởng tu viện của Santa Maria ở Trastevere nằm về phía xa hơn của sông Tiber. Trong một số vấn đề khác, ông đã được dùng bởi Giáo hoàng như là một thư ký và ông đã được biết đến bởi Ernsa Perels như là người viết thuê ("ghost-writer") đằng sau những thư từ chính thức trong thời gian này. Ông cũng được biết đến như là một tác giả của nhiều tác phẩm dịch từ tiếng Hy Lạp sang tiếng Latinh. Trong số đó có cuốn tiểu sử của thánh Gioan Merciful, mà ông dành riêng cho Nicholas I.

## Trưởng khố Lateran
Người kế nhiệm của Nicholas là Giáo hoàng Adrian (867 – 872) đã bổ nhiệm Atastasius làm thủ thư (trưởng khố) của Giáo hội La Mã, đây là một chức vụ quan trọng tại Lateran, chính công việc này đã tạo cho ông những ảnh hưởng trong triều đình Giáo hoàng.

## Sứ thần tới Constantinopolis
Năm 869, ông đã được hoàng dế của Đế quốc La Mã Thần thánh, Louis II cử làm sứ thần tới Constantinopolis, cùng với hai người đàn ông cấp cao trong triều đình Frankish, để thương lượng về cuộc hôn nhân giữa Leo IV Khôn ngoan, con trai lớn của hoàng đế Đông La Mã Basil I với người con duy nhất của Louis là Ermengard.
Khi ông tới Consantinople, công đồng chung Consantinople IV vẫn đang diễn ra, và Anastasius đã tham dự những phiên họp cuối cùng (tháng hai năm 870), ông đã nhiệt thành lên tiếng bảo vệ quyền của Giáo hoàng và những sứ mệnh của đặc sứ Giáo hoàng. Công đồng này cũng đã lên án phái Phá Huỷ Ảnh Thánh và việc truất quyền Thượng phụ Giáo chủ Photius.
Khi các đặc sứ Giáo hoàng trở về nhà, họ đã bị cướp, và những văn kiện ("Acts") của công đồng đã bị cướp mất. Mặc dù vậy, họ đã mang được phần lớn những văn kiện về sự vâng phục của các giám mục Hy Lạp đến Anastasius, - người cũng đã có một bản sao chép của các văn kiện, và do đó có thể mang những tài liệu này đến Giáo hoàng.

## Tiếp tục ảnh hưởng
Người kế nhiệm Adrian II là Giáo hoàng Gioan VIII (872-882), cũng dành sự ưu ái cho Anastasius, nhận anh ta vào cục văn thư lưu trữ và giao cho anh những công việc quan trọng đồng thời khuyến khích ông tiếp tục công việc văn chương.
Anastasius đã có những thư từ liên lạc với giáo trưởng bị lật đổ của Đế quốc Đông La Mã – Potius. Ông cũng tìm cách làm trung gian giữa các giáo trưởng và Giáo hoàng cũng như làm giảm bớt những căng thẳng trong cuộc tranh luận về Chúa Thánh Thần bằng cách hiểu từ Latinh: the procession (sự ra đời) của Chúa Thánh Thần từ Ngôi con trong sự truyền dẫn (missio).

## Được cho là nhầm lẫn với giáo hoàng đối lập Anastasius
Nếu một đoạn trong cuốn sử biên niên của sử gia Hincmar thành Reims là chính xác và Hincmar đã không nhầm lần giữa hai người, sau đó quản thư Anastasius được cho là giống với một người Rôma cũng có tên là Anastasius người và sau này đã trở thành linh mục của nhà thờ thánh Marcellus vào năm 874.
Anastasius đã bỏ chạy khỏi Rôma vào năm 848 và cư trú ở nhiều thành phố khác nhau. Kết quả của sự chạy trốn này là ông đã bị dứt phép thông công bởi một hội nghị tôn giáo tại Rôma vào năm 850. Sau đó ông đã không bao giờ quay trở về. Ông bị chúc dữ và hạ bệ bởi một hội nghị tôn giáo khác vào năm 853.
Sau cái chết của Giáo hoàng Lêô V vào năm 855, Anastasius này đã được bầu chọn làm Giáo hoàng đối lập bởi triều đình phong kiến nhưng những người không thiên vị đã lựa chọn Giáo hoàng Biển Đức III, ông này đã đạt được uy quyền và đối xử tử tế với người cướp ngôi này.
Trong suốt thời gian cai trị của Giáo hoàng Adirian II, Anastasius đã vướng vào những khó khăn nghiêm trọng khi vào năm 868, một người anh em của ông là Eleutherius đã có những hành vi bạo lực với con gái của Giáo hoàng và ngay sau đó đã giết hại hai mẹ con cô ta. Eleutherius sau đó đã bị hành hình và Anastasius được coi là người đã gây loạn giết người, ông đã bị rút phép thông công và hạ bệ.
Ông rút vào trong cung điện của hoàng gia và tìm kiếm sự can thiệp của hoàng đế để tha tội cho ông trước Giáo hoàng. Joseph Hergenrother  Geschichte der römischen Kirche, III, 270 sqq. với một lý do chính đáng nhất định cho rằng người thủ thư và linh mục Anastasius (Giáo hoàng đối lập) là một người duy nhất và kết hợp tất cả những sự việc có liên quan vào tiểu sử của Anastasius. Trong khi đó Joseph Langen lại coi họ là hai người khác nhau. Vào tháng 8 năm 879, Zacharias của Anagni xuất hiện trong một lá thư của giáo hội Rôma đã xác nhận rằng Anastasius đã qua đời ngay trước ngày hôm đó.

## Dịch giả và tác giả
Anastasius được xem là người đã dịch từ tiếng Hy Lạp sang tiếng Latinh các văn bản thực thi của hai công đồng: công đồng Nicaea II và Công đồng Consantinople IV. Ông cũng được xem là tác giả của nhiều huyền thoại về các vị thánh và là tác giả của nhiều tác phẩm khác.
Việc ghi công cho Anastasius là tác giả của các văn kiện dịch sang tiếng Latinh cổ của công đồng Consantinople III đã được chứng minh là thiếu xác thực dựa trên chứng cứ rõ ràng của Rodolph Riedinger.
Ông cũng biên dịch một tác phẩm lịch sử, cuốn "Chronographia tripartita" từ các bản văn Hy Lạp của Theophanes, Nicephorus và George Syncellus và cũng là người đã tạo ra bộ sưu tập các tài liệu liên quan đến công việc của Giáo hoàng Honorius I. Một sưu tập gồm vài lá thư quan trọng của ông vẫn còn tồn tại. Ông cũng biên dịch một tác phẩm lịch sử , cuốn "Chronographia tripartita" từ các bản văn Hy Lạp của Theophanes, Nicephorusvà George Syncellus và cũng là người đã tạo ra bộ sưu tập các tài liệu liên quan đến công việc của Giáo hoàng Honorius I. Một sưu tập gồm vài lá thư quan trọng của ông đã được bảo tồn..Các Danh mục Giáo hoàng, mà trước đây được gán cho ông là tác giả đã không được ông viết; ông dường như đã được xuất hiện trong tác phẩm Life (Cuộc sống) của Nicholas I.o tồn..Các Danh mục Giáo hoàng, mà trước đây được gán cho ông là tác giả đã không được ông viết; ông dường như đã được xuất hiện trong tác phẩm Life (Cuộc sống) của Nicholas I.